# Friedrich Gruhl
Friedrich Gruhl (* 19. Dezember 1778 in Kleinwelka; † 27. Januar 1852 ebenda) war ein Kupferschmied, der als Glockengießer über die Landesgrenzen hinaus hohes Ansehen genoss. Im Jahre 1803 gründete er in der Kolonie Kleinwelka eine Glockengießerei.

## Familie und Leben
Friedrich Gruhls Vorfahren stammen aus dem Oberguriger Ortsteil Schwarznaußlitz. Friedrich Gruhls Großvater siedelte 1768 aus Glaubensgründen in die Kolonie Kleinwelka über. Eins der 15 Kinder des Großvaters war Maćij Król (Matthias Gruhl), Friedrichs Vater. Maćij Król zog mit seiner Ehefrau Agnes Schramm und dem Sohn Friedrich in die Kolonie der Herrnhuter Brüdergemeine von Neusalz an der Oder und danach nach Gnadenberg, eine Gründung der Herrnhuter in Schlesien. Dort wurde im Jahre 1792 Friedrichs Bruder Johann August geboren, der später bei Friedrich das Glockengießerhandwerk erlernte, es aber wohl nicht betrieb. Friedrich wuchs in Gnadenberg auf, musste als Kind in der Garnspinnerei der Brüdergemeine arbeiten und wollte zunächst Schneider werden. Sein Vater schickte ihn jedoch in die Lehre zum Gnadenberger Glockengießermeister Johann Thomas Pühler. Nach Abschluss der Lehre ging Friedrich mit 19 Jahren nach Herrnhut und arbeitete dort als Kupferschmied. 1803 siedelte er in die alte Heimat nach Kleinwelka, heiratete Anna Christiana Hans und wollte sich selbstständig machen. Nach anfänglichen Bedenken des Brüderrates konnte er endlich 1812 seine erste größere Glocke gießen, die noch heute in Kleinwelka vorhanden ist.
Friedrich Gruhl war als Synodaler ein aktives Mitglied der Kleinwelkaer Gemeinde.
Friedrichs Sohn, Ernst Friedrich Gruhl (1822–1864), lernte ebenfalls das Handwerk des Glockengießers, arbeitete in der Werkstatt seines Vaters und übernahm diese im Jahr 1852.

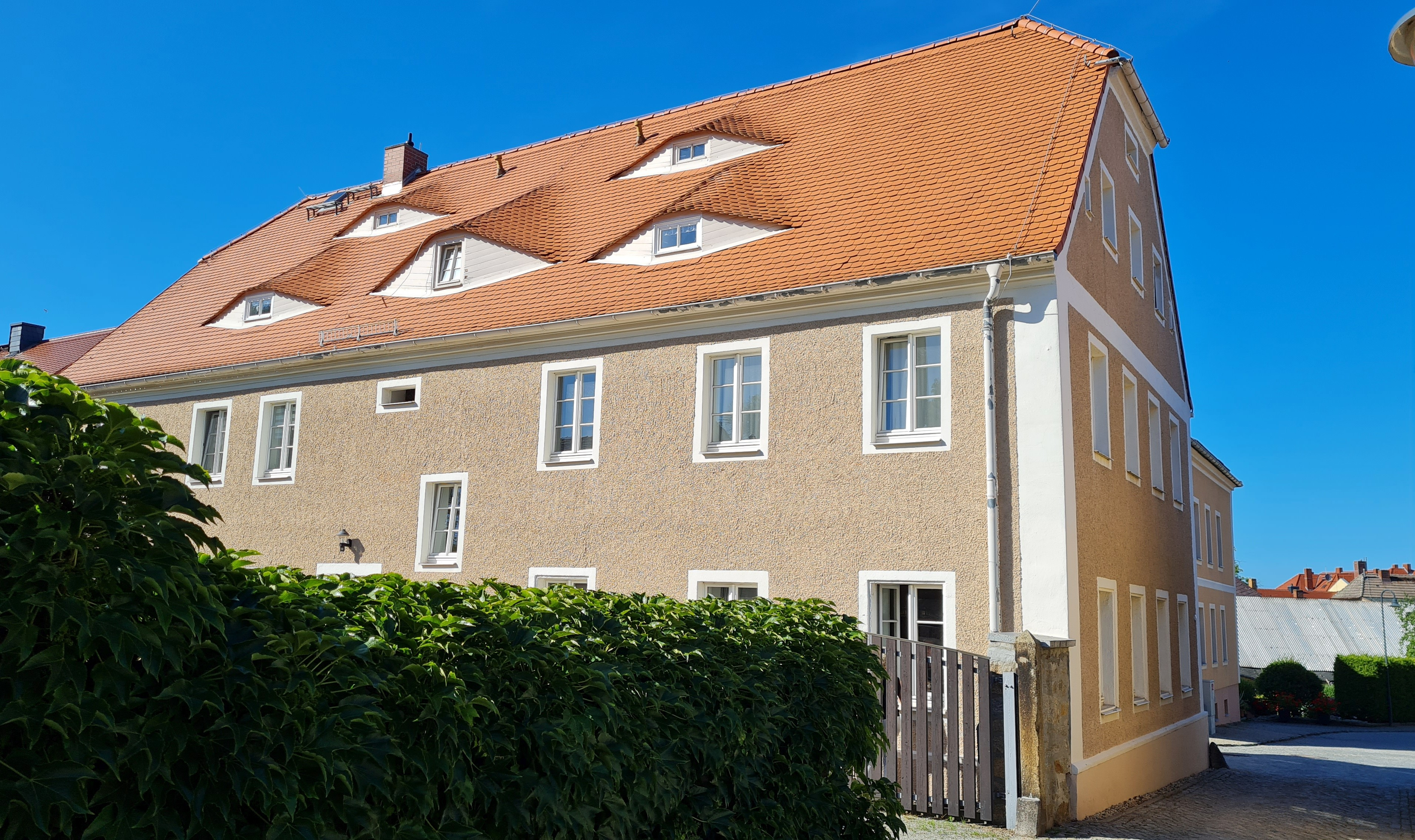
Die ehemalige Glockengießerei Gruhl in der heutigen Zinzendorfstraße 5 (erbaut 1762; umgebaut und erweitert 1818)

## Glockengießerei Friedrich Gruhl
Das in der Zinzendorfstraße 5 in Kleinwelka befindende Gebäude wurde 1762 von Friedrich Gruhls Großvater erbaut und als Wohnhaus genutzt. In der von ihm 1803 gegründeten, dem Wohnhaus angeschlossenen Werkstatt stellte er anfangs Feuerspritzen, Kupferkessel und -rohre her. Nach den Befreiungskriegen wurde er Hofbaumeister von Gottlob Friedrich Thormeyer, für den er unter anderem auch im Residenzschloss von König Friedrich August dem Gerechten arbeitete. Dieser beauftragte Friedrich Gruhl mit dem Guss von sechs Glocken für die neue Kirche in Bischofswerda, für das Rathaus und den Bischofssitz. Durch das florierende Geschäft wurden Wohnhaus und Werkstatt 1818 umgebaut und erweitert. Die Firma Gruhl beschäftigte zeitweilig 50 Arbeitskräfte, wodurch sie lange Zeit der größte Arbeitgeber in Kleinwelka war. Eine von Gruhl gegossene Glocke ging im Jahre 1851 zur Londoner Industrieausstellung, wo er für diese einen Preis erhielt. Die berühmte Glockengießerei Gruhl wurde 1850 von König Friedrich August II. und 1858 von König Johann besichtigt. Man nannte Gruhl den „Silbermann unter den Glockengießern“.
Aufgrund des familiären Charakters des Unternehmens trugen alle Glockengießer der Gießerei die Bezeichnung „Friedrich Gruhl“. Ein in der Werkstatt unter dem Namen „Friedrich Gruhl“ arbeitender Gießer war Theodor Werner.
Ein Mitbewerber der Glockengießerei Gruhl war Johann Gotthelf Große, „Königlicher Stück- und Glockengießer“ aus Dresden. Im Pfarrarchiv der Kirche Doberschau-Gaußig befinden sich die Kalkulationen der beiden Unternehmer für die Neuanschaffung der Glocken, wobei Große von Gruhl unterboten wurde.
Im Jahre 1852 verstarb der Firmengründer. Am 29. September 1852 wurde in einer Extra-Beilage der Leipziger Zeitung die Besitzveräußerung der Firma Gruhl bekanntgegeben. […] Vom 22. April bis zum 20. September 1852 sind folgende auf das Firmen- und Prokura-Wesen im Königreiche Sachsen bezügliche Veräußerungen zu unserer Kenntnis gelangt: Firma Gruhl, Friedrich, Kolonie Kleinwelka, Fabrikgeschäft. Gegenwärtige Inhaber: Ernst Friedrich Gruhl; Frühere Inhaber: Friedrich Gruhl sen. […] Damit war die Übernahme des Geschäfts auf seinen Sohn vollzogen. Ernst Friedrich leitete die Firma bis zu seinem Tod im Jahr 1864. Seine Frau heiratete den Gießereileiter Theodor Werner, der die Firma bis 1882 und dann noch einmal von 1886 bis 1896 führte. In der Zwischenzeit, 1882–1886, kümmerte sich ein Onkel, Ernst Gruhl, um den Betrieb.
Zwischen 1.700 und 2.000 Kirchenglocken von höchster Klangqualität wurden in der Glockengießerei Friedrich Gruhl herstellt. 1896 wurde der Betrieb eingestellt. Die Auftragsbücher wurden von einem konkurrierenden Glockengießer zerstört.

## In der Glockengießerei Friedrich Gruhl gegossene Glocken (Auswahl)
Die hier aufgeführten Glocken (sortiert nach heutigen Ländern und Gebieten) umfassen die Zeitspanne der gesamten Unternehmensgeschichte von 1803 bis 1896. Unbeachtet dessen, wer zum Zeitpunkt des jeweiligen Glockengusses das Unternehmen leitete.

### Europa
Siehe Liste von Glocken der Gießerei F. Gruhl

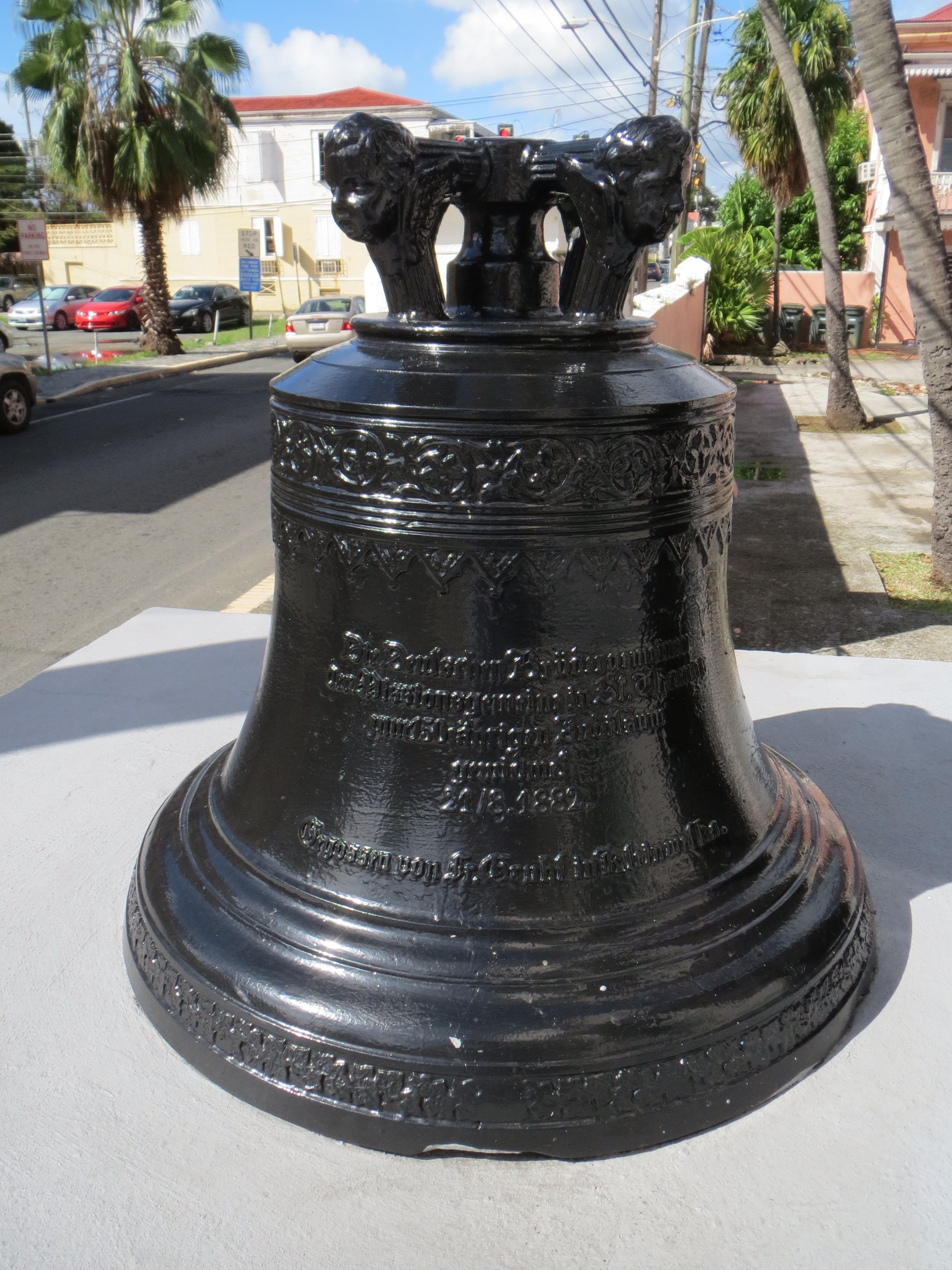
Glocke der Charlotte-Amalie-Kirche auf Saint Thomas mit der Inschrift Gegossen von Fr. Gruhl in Kleinwelka.

### Amerikanische Jungferninseln
- 1882, Moravian Church in Charlotte Amalie auf Saint Thomas (damals die Hauptstadt von Dänisch-Westindien).[19]

### Südafrika
Die Gesamtzahl der Gruhl-Glocken am südafrikanischen Westkap machen einen beträchtlichen Teil der noch vorhandenen Produktion der Gießerei aus, da die meisten Glocken in Deutschland während der beiden Weltkriege zu Rüstungszwecken beschlagnahmt wurden.
- 1865, drei Glocken für die Moederkerk in der südafrikanischen Stadt Stellenbosch. Die drei Glocken tragen die Vornamen ihrer Spender: Oubaas (Beyers), Flip (Myburgh) und Jan (Beyers).[22] Heutzutage befinden sich zwei dieser Glocken, Outbaas und Flip in Privatbesitz, auf dem Bauernhof der Familie Beyers in Ganzekraal, in der Nähe von Riviersonderend. Das Schicksal der dritten dieser Glocken ist unbekannt.[23]
- 1866, für die Außenstation der Overberg Moravian Church Genadendal in Berea (Gauteng).[24] Inschrift: GEGOSSEN VON FR. GRUHL IN KLEINWELKE BEI BAUTZEN; Rückseite: BEREA 1866. KOMT, LAAT ONS AANBIDDEN VOOR DEN HEER! PSALM 95, 6. Die Glocke ist defekt und befindet sich heute im Museum in Genadendal.[25]
- 1870 und 1872, zwei Glocken für die Moravian Churches in Mamre, einer Kleinstadt in der südafrikanischen Provinz Westkap (1872) und in Enon, einer Kleinstadt in der Provinz Ostkap (1870).[26]
- 1870 und 1897, zwei Glocken für die Moravian Church im südafrikanischen Genadendal.[27][28] Die beiden Glocken in Genadendal sind höchstwahrscheinlich von dem in der Glockengießerei Gruhl beschäftigten Gießer Theodor Werner gegossen worden.[29]
- 1887, für die St. Martini-Kirche in Kapstadt.[30]

### Australien
- 1872, eine Bronzeglocke für die Lutheraner Kirche in Light Pass, einer Siedlung in der Region Barossa Valley, South Australia. Glockendurchmesser 915 Millimeter, Gewicht 456 Kilogramm.[31]
- 1874, eine Bronzeglocke für die Lutheraner Kirche St. Peter in North Rhine (heute Keyneton, South Australia), Glockendurchmesser 685 Millimeter, Gewicht 190 Kilogramm.[32]

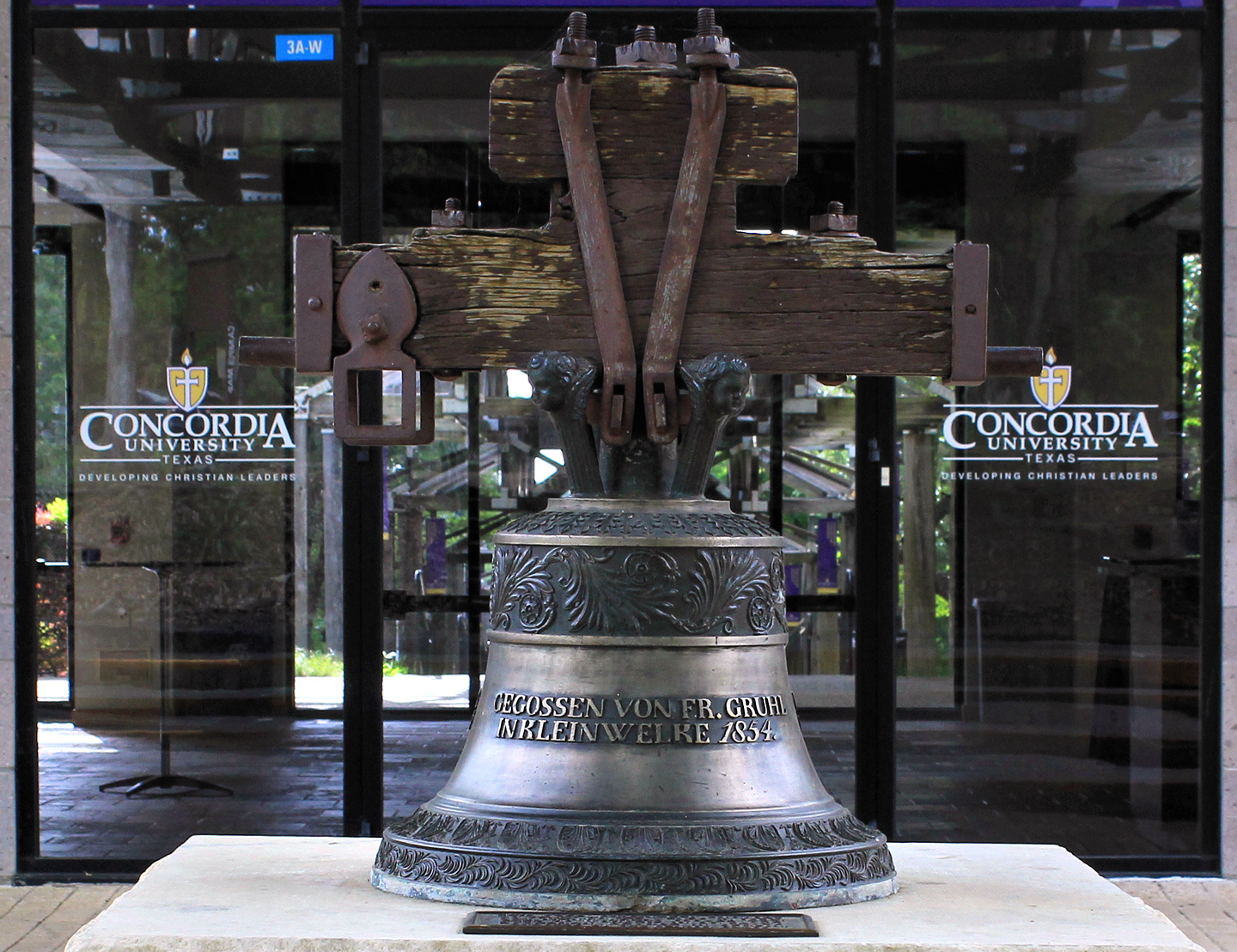
So genannte „Texas Wendish Bell“ vor der Concordia University Austin

### Vereinigte Staaten
- 1854, eine Bronzeglocke für die St. Paul’s Lutheran Church der sorbischen Kolonie Serbin in Texas. Inschrift: GEGOSSEN VON FR. GRUHL IN KLEINWELKE 1854; Rückseite: GOTTES WORT UND LUTHERS LEHR' VERGEHET NUN UND NIMMERMEHR;[1] steht seit 1958 vor der Kilian Hall der Concordia University in Austin.

## Auszeichnungen, Straßennamen
- 1845 wurde Friedrich Gruhl von der „Kommission für die sächsische Gewerbeausstellung“ in Dresden mit „Der kleinen goldenen Medaille“ ausgezeichnet. Deren Umschrift lautete Zur Belohnung des Fleißes.[33] In der Begründung heißt es: […] Die von dem Glockengießer und Kupferschmied Friedrich Gruhl in Kleinwelka unter Nr. 600. Ausgestellten Erzeugnisse seiner Werkstatt gehörten zu den am tüchtigsten gearbeiteten Ausstellungsgegenständen.[34]
- Im heute zu Bautzen eingemeindeten Kleinwelka gibt es zwei Straßen mit Bezug auf seine Glockengießerei: Die „Friedrich-Gruhl-Straße“, deren sorbischer Straßenname lautet „Friedricha Gruhlowa dróha“, und die „Glockengasse“, sorbisch „Zwonowa hasa“.[19]